# 岩藻糖苷贮积症
岩藻糖苷贮积症（英語：Fucosidosis）是一種溶小體儲積症，其會導致許多器官呈現廣泛性α-L岩藻糖蛋白、糖脂質以及寡糖的堆積。亦會產生血管角質瘤，廣泛性毛細管擴張，手足發紺等。
此遺傳病至今只有100多宗報告。
遺傳方面，其遺傳方式為一體染色體隱性遺傳，缺陷基因位於第1號染色體短臂。